# Equip d'Atenció a la Infància i l'Adolescència
Un Equip d'Atenció a la Infància i l'Adolescència (EAIA) és un equip multidisciplinari de professionals (generalment, especialitzats en psicologia, pedagogia, treball social i educació social) que té com a objectiu principal la protecció de les persones menors en situació de risc. La seva funció inclou l’avaluació de casos de desemparament, la implementació de mesures de protecció i la prevenció de situacions que puguin comprometre el benestar dels infants i adolescents. Aquesta mena d'equip també treballa amb les famílies per millorar les condicions de vida dels menors. El 2018, a Catalunya els EAIA atenien 15.700 infants en total.
Tot i que el personal dels EAIA és contractat per l'ajuntament de cada municipi, que té competències delegades en matèria d’infància, aquests equips estan sota la supervisió directa de la Direcció General d’Atenció a la Infància i l’Adolescència (DGAIA). La DGAIA és també la principal font de finançament dels equips, a través de contractes programa que estableixen les condicions i els recursos per al seu funcionament. Els EAIA formen part de la xarxa de protecció de la infància i l’adolescència a Catalunya, on col·laboren amb altres serveis socials i centres especialitzats, com els Centre Residencial d’Acció Educativa (CRAE) i els Centre Residencial d’Educació Intensiva (CREI). Aquest treball en xarxa és essencial per garantir una atenció integral i adaptada a les necessitats dels i les menors.
La tasca dels EAIA combina intervencions socioeducatives, acompanyament en situacions complexes i seguiment de casos, amb especial atenció a la diversitat cultural i socioeconòmica. Malgrat els esforços, els recursos sovint són insuficients, fet que pot limitar la capacitat de resposta dels equips davant de situacions d'urgència. Els EAIA també tenen un paper fonamental en el desenvolupament de mesures preventives, que busquen evitar la cronificació de situacions de risc i fomentar la inclusió dels infants i adolescents en entorns segurs i saludables. Les reformes en els models d’atenció residencial i l’enfortiment del treball social són àrees prioritàries per millorar l’eficàcia del sistema.

## Llista d'EAIA
A data de 2025, hi havia repartits 53 Equips d'Atenció a la Infància i l'Adolescència a Catalunya:
| Nom                                | Àmbit territorial | Escala territorial | Municipi de la seu        |
| ---------------------------------- | --- | ------------------ | ------------------------- |
| EAIA Alt Camp - Conca de Barberà   | Alt Camp i Conca de Barberà | Supracomarcal      | Valls                     |
| EAIA Alt Empordà                   | Alt Empordà | Comarcal           | Figueres                  |
| EAIA Alt Penedès                   | Alt Penedès | Comarcal           | Vilafranca del Penedès    |
| EAIA Anoia                         | Anoia | Comarcal           | Igualada                  |
| EAIA Badalona                      | Badalona | Municipal          | Badalona                  |
| EAIA Bages - Berguedà              | Bages i Berguedà | Supracomarcal      | Manresa                   |
| EAIA Baix Camp                     | Baix Camp (excepte Reus) i Priorat | Supracomarcal      | Reus                      |
| EAIA Baix Ebre                     | Baix Ebre | Comarcal           | Tortosa                   |
| EAIA Baix Empordà                  | Baix Empordà | Comarcal           | La Bisbal d'Empordà       |
| EAIA Baix Llobregat I              | Cornellà de Llobregat i Sant Just Desvern | Comarcal           | Cornellà de Llobregat     |
| EAIA Baix Llobregat II             | El Prat de Llobregat, Viladecans, Gavà, Castelldefels, Sant Climent de Llobregat i Begues | Comarcal           | Viladecans                |
| EAIA Baix Llobregat III            | Cervelló, Corbera de Llobregat, Sant Boi de Llobregat, Sant Vicenç dels Horts i Santa Coloma de Cervelló, Torrelles de Llobregat i Vallirana                                                                          | Comarcal           | Sant Vicenç dels Horts    |
| EAIA Baix Llobregat IV             | Abrera, Castellví de Rosanes, Collbató, El Papiol, Esparreguera, Martorell, Molins de Rei, Olesa de Montserrat, Pallejà, Sant Andreu de la Barca, Sant Esteve Sesrovires, La Palma de Cervelló i Corbera de Llobregat | Comarcal           | Sant Andreu de la Barca   |
| EAIA Baix Llobregat V              | Sant Feliu de Llobregat, Esplugues de Llobregat i Sant Joan Despí | Comarcal           | Sant Feliu de Llobregat   |
| EAIA Baix Llobregat VI             | El Prat de Llobregat i Gavà | Comarcal           | El Prat de Llobregat      |
| EAIA Baix Penedès                  | Baix Penedès | Comarcal           | El Vendrell               |
| EAIA Casc Antic                    | Ciutat Vella de Barcelona (excepte Raval, Gòtic i Barceloneta) | Inframunicipal     | Barcelona                 |
| EAIA Central Barcelona             | Ciutat Vella de Barcelona (excepte Raval, Gòtic i Barceloneta) | Inframunicipal     | Barcelona                 |
| EAIA Les Corts-Sarrià-Sant Gervasi | Les Corts i Sarrià - Sant Gervasi | Inframunicipal     | Barcelona                 |
| EAIA Eixample                      | Eixample de Barcelona | Inframunicipal     | Barcelona                 |
| EAIA Garraf                        | Garraf | Comarcal           | Vilanova i la Geltrú      |
| EAIA Garrotxa                      | Garrotxa | Comarcal           | Olot                      |
| EAIA Girona                        | Girona | Municipal          | Girona                    |
| EAIA Gironès                       | Gironès (excepte Girona) | Comarcal           | Girona                    |
| EAIA Gòtic-Barceloneta             | El Gòtic i La Barceloneta | Inframunicipal     | Barcelona                 |
| EAIA Gràcia                        | Gràcia | Inframunicipal     | Barcelona                 |
| EAIA Horta-Guinardó                | Horta-Guinardó | Inframunicipal     | Barcelona                 |
| EAIA L'Hospitalet de Llobregat     | L'Hospitalet de Llobregat | Municipal          | L'Hospitalet de Llobregat |
| EAIA Lleida                        | Lleida | Municipal          | Lleida                    |
| EAIA Lleida Nord                   | Alt Pirineu i Aran (Alta Ribagorça, Alt Urgell, Baixa Cerdanya, Pallars Jussà, Pallars Sobirà i Vall d'Aran) i Solsonès                                                                                               | Supracomarcal      | Tremp                     |
| EAIA Lleida Sud                    | Garrigues, Pla d'Urgell, Segarra i Urgell | Supracomarcal      | Les Borges Blanques       |
| EAIA Maresme                       | Maresme (excepte Mataró) | Comarcal           | Mataró                    |
| EAIA Mataró                        | Mataró | Municipal          | Mataró                    |
| EAIA Montsià                       | Montsià | Comarcal           | Amposta                   |
| EAIA Nou Barris                    | Nou Barris | Inframunicipal     | Barcelona                 |
| EAIA Osona                         | Osona | Comarcal           | Vic                       |
| EAIA Raval Nord                    | El Raval | Inframunicipal     | Barcelona                 |
| EAIA Raval Sud                     | El Raval | Inframunicipal     | Barcelona                 |
| EAIA Reus                          | Reus | Municipal          | Reus                      |
| EAIA Sabadell                      | Sabadell | Municipal          | Sabadell                  |
| EAIA Sant Adrià de Besòs           | Sant Adrià de Besòs | Municipal          | Sant Adrià de Besòs       |
| EAIA Sant Andreu                   | Sant Andreu | Inframunicipal     | Barcelona                 |
| EAIA Sant Martí                    | Sant Martí | Inframunicipal     | Barcelona                 |
| EAIA Santa Coloma de Gramenet      | Santa Coloma de Gramenet | Municipal          | Santa Coloma de Gramenet  |
| EAIA Sants-Montjuïc                | Sants-Montjuïc | Inframunicipal     | Barcelona                 |
| EAIA Segrià-La Noguera             | Segrià (excepte Lleida) i Noguera | Supracomarcal      | Lleida                    |
| EAIA La Selva                      | Selva | Comarcal           | Santa Coloma de Farners   |
| EAIA Tarragona                     | Tarragona | Municipal          | Tarragona                 |
| EAIA Tarragonès                    | Tarragonès (excepte Tarragona) | Comarcal           | Tarragona                 |
| EAIA Terrassa                      | Terrassa | Municipal          | Terrassa                  |
| EAIA Terres de l'Ebre              | Terres de l'Ebre (Terra Alta i Ribera d'Ebre) | Supracomarcal      | Móra d'Ebre               |
| EAIA Vallès Occidental             | Vallès Occidental (excepte Sabadell i Terrassa) | Comarcal           | Terrassa                  |
| EAIA Vallès Oriental               | Vallès Oriental | Comarcal           | Granollers                |